# Amblypygi
Gli amblipigi (sing. amblipige; Amblypygi Thorell, 1883) sono un ordine di aracnidi che comprende 5 famiglie.

## Descrizione
Gli amblipigi presentano un largo cefalotorace, un corpo appiattito e sono privi di appendice caudale. I pedipalpi possono essere di due forme: corti e tozzi o lunghi e sottili, atti comunque alla predazione, sono aguzzi, spinosi, composti da sei segmenti, sono utilizzati per afferrare e trattenere la preda la quale viene mangiata dai chelicheri, fauci composte da due segmenti, posti sul cefalotorace tra i pedipalpi. Sono muniti di quattro paia di occhi, un paio mediano e tre laterali, quattro paia di zampe di cui il paio anteriore, molto lungo e sottile, si è evoluto in un organo di senso usato come antenne.
La vita degli amblipigi si svolge di notte, predano altri artropodi.
I piccoli di amblipigi appena usciti dalle uova si ritrovano in una tasca ventrale nell'addome della femmina ed in seguito assumono lo stesso comportamento degli scorpioni salendo sul dorso della madre.
Non possiedono ghiandole velenifere e sono quindi del tutto innocui per l'uomo.

## Tassonomia
sottordine Paleoamblypygi
- Paracharontidae:
  - Paracharon Hansen, 1921
  - Graeophonus† Scudder, 1890
- incertae sedis:
  - Sorellophrynus† Harvey, 2002
  - Thelyphrynus† Petrunkevitch, 1913

sottordine Euamblypygi
- Charinidae:
  - Charinus Simon, 1892
  - Catageus Thorell, 1889
  - Sarax Simon, 1892
- Charontidae
  - Charon Karsch, 1879
  - Stygophrynus Kraepelin, 1895
- Phrynichidae
  - Damon C.L. Koch, 1850
  - Euphrynichus Weygoldt, 1995
  - Musicodamon Fage, 1939
  - Phrynichodamon Weygoldt, 1996
  - Phrynichus Karsch, 1879
  - Xerophrynus Weygoldt, 1996
  - Trichodamon Mello-Leitão, 1935
- Phrynidae
  - Paraphrynus Moreno, 1940
  - Phrynus Lamarck, 1801

La principale famiglia degli amblipigi è quella dei frinidi che comprende circa 52 specie.